# Euroliga 2004./05. (vaterpolo)
Ovo je četrdeset i drugo izdanje elitnog europskog klupskog vaterpolskog natjecanja. Sudjelovalo je 35 momčadi, a Final Four održan je u Napulju u Italiji.
Poluzavršnica
- Jug -  Honvéd 9:10
- Pro Recco -  Posillipo 6:7

Završnica
- Honvéd -  Posillipo 8:9

- sastav Posillipa (treći naslov): Fabio Violetti, Francesco Postiglione, Giancarlo Agrillo, Fabrizio Buonocore, Christos Afroudakis, Maurizio Felugo, Andrea Scotti Galletta, Valentino Gallo, Boris Zloković, Ratko Štritof, Luigi Di Costanzo, Carlo Silipo, Fabio Bencivenga